# Mauro Gardin
Mauro Gardin (Padova, 27 marzo 1961) è un ex rugbista a 15 e allenatore di rugby a 15 italiano.

## Biografia
Insieme ad Artuso, Farina e Galeazzo nella mischia del Petrarca che dominò la scena rugbistica italiana degli anni ottanta (5 scudetti e una Coppa Italia), Gardin esordì in Nazionale in Coppa FIRA 1981/82 a Mosca contro l'Unione Sovietica (12-12 il risultato finale).
Seconda linea molto prestante (quasi 2 metri di altezza), fu presente in tutte le edizioni del torneo fino al 1986, poi prese parte alla Coppa del Mondo di rugby 1987 scendendo in campo in tutti i tre incontri del torneo.
Terminò la sua carriera internazionale un anno più tardi contro la Romania.
Dedicatosi alla carriera tecnica dopo la fine dell'attività agonistica, nella stagione 2008-2009 è l'allenatore della mischia della prima squadra del Valsugana Rugby, club padovano che milita in serie B.

## Palmarès

### Club
- Campionati italiani: 5
Petrarca: 1979-80, 1983-84, 1984-85, 1985-86, 1986-87
- Coppe Italia: 1
Petrarca: 1981-82

### Internazionale
- Argento: Coppa FIRA 1981-1982[2]